# Aulacomnium stolonaceum
Aulacomnium stolonaceum är en bladmossart som beskrevs av C. Müller 1900. Aulacomnium stolonaceum ingår i släktet räffelmossor, och familjen Aulacomniaceae. Inga underarter finns listade i Catalogue of Life.